# Essex House (Londres)

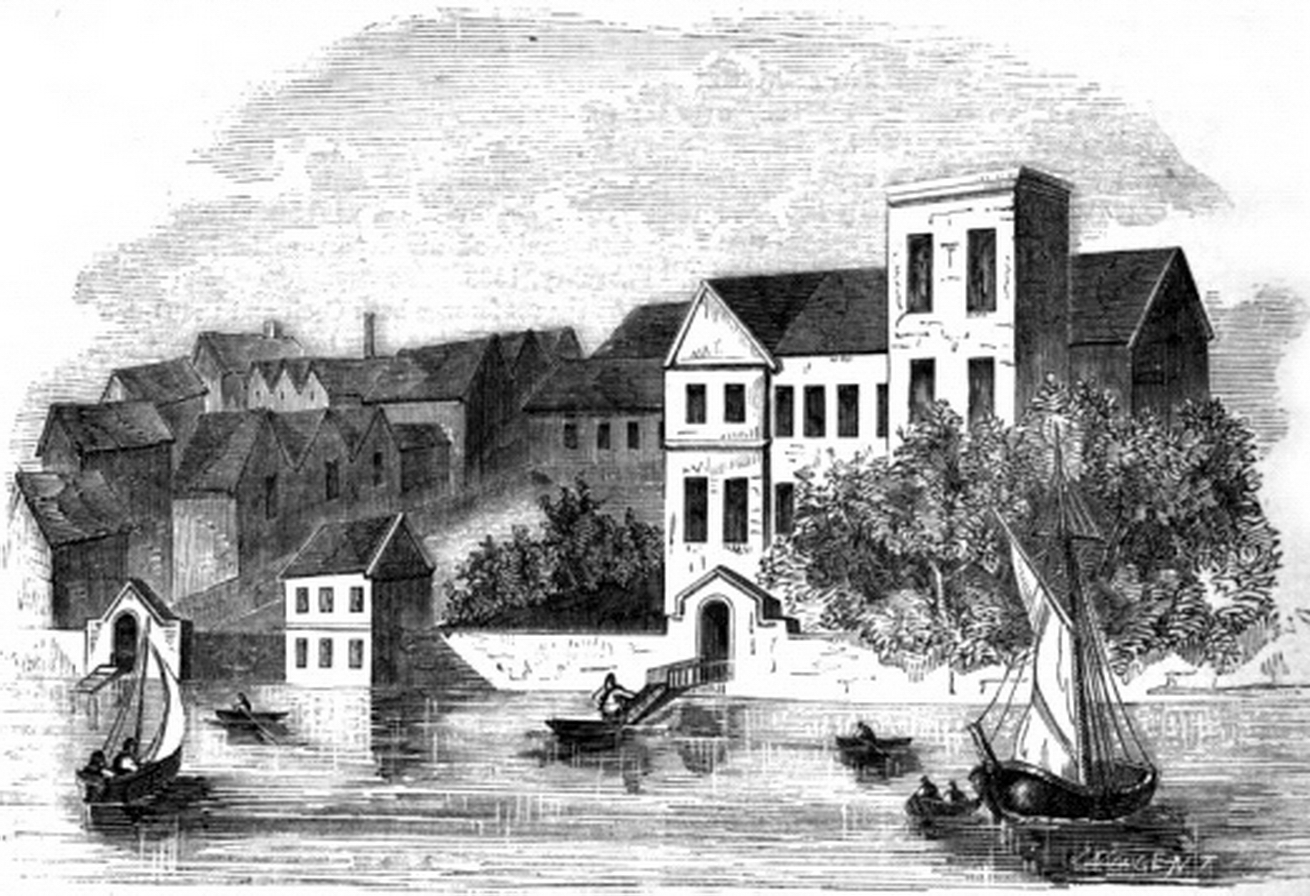
Ilustración de Essex House por John Cassel creada en 1865.

Essex House era una casa que encabezaba el Strand de Londres. Originalmente llamada Leicester House, fue construida alrededor de 1575 por Robert Dudley, I Conde de Leicester, y fue rebautizada con el nombre de Essex House después de ser heredado por su hijastro, Robert Devereux, II conde de Essex, después de la muerte de Leicester en 1588.
La parcela que ocupaba el inmueble anteriormente albergaba el Outer Temple, parte de la sede de los Caballeros Templarios de Londres, y era inmediatamente adyacente al Middle Temple, en aquel entonces uno de los cuatro principales Inns of Court. La casa era magna; en 1590, las fuentes decían que contaba con 42 habitaciones, además de una pinacoteca, cocinas, letrinas, una sala de banquetes y una capilla. 
La madre del Conde de Essex, Lettice Knollys, arrendó la casa por un tiempo, pero que se mudó a otra ubicación más tarde con su nuevo marido, Sir Christopher Blount, así como su hijo y su familia. Después de las ejecuciones de Blount y Essex en 1601, continuó viviendo allí hasta su muerte, alquilando parte de la casa a James Hay, el primer Conde de Carlisle. La casa pasó a ser propiedad de Robert Devereux, III Conde de Essex, que subarrendó parte de ella a su cuñado, William Seymour, I Marqués de Hertford. Después de la Guerra civil inglesa, la familia perdió la titularidad como consecuencia de sus deudas. Tras la Restauración y la muerte de William Seymour, Sir Orlando Bridgeman vivió en la casa durante un tiempo. Cuando la Duquesa de Somerset murió en 1674, dejó la casa a su nieta, y su marido, Sir Thomas Thynne, la vendió, junto con el resto de las tierras y propiedades. 
La parte principal de la casa fue demolida en algún momento entre 1674 y 1679. Essex Street fue construido en parte del sitio que ocupaba. Uno de los edificios fue utilizado a mediados de la década de 1770, como un sede de los disidentes conocida como Essex Street Chapel, donde el unitarismo fue predicado por primera vez en Inglaterra. La sede confesional todavía sigue ahí, y ahora se llama Essex Hall. La planta del edificio es posible que incluya la capilla Tudor de Essex House.

## Para más información
- Borer, Mary Cathcart. The City of London: A History. (NY McKay, 1977) (pp 156)
- Holmes, Martin. Elizabethan London. (London: Cassell, 1969) (pp 90–91)
- Stow, John. A Survey of London. Reprinted from the Text of 1603. Ed. Charles Lethbridge Kingsford. 2 vols. (Oxford: Clarendon, 1908) pp 2:393-4

- Datos: Q3733299
- Multimedia: Essex House (London) / Q3733299